# Chlorophytum bowkeri
Chlorophytum bowkeri är en sparrisväxtart som beskrevs av John Gilbert Baker. Chlorophytum bowkeri ingår i släktet ampelliljor, och familjen sparrisväxter. Inga underarter finns listade i Catalogue of Life.